# Stazione di Maisaka
La stazione di Maisaka (舞阪駅 Maisaka-eki?) è una stazione ferroviaria della città di Hamamatsu, situata nel quartiere di Nishi-ku, nella prefettura di Shizuoka in Giappone. La stazione è servita dalla linea principale Tōkaidō della JR Central.

## Linee
JR Central
■ Linea principale Tōkaidō

## Caratteristiche
La stazione di Maisaka possiede un marciapiede laterale e uno a isola serventi tre binari in superficie, ed è dotata di tornelli automatici di accesso ai binari che supportano la tariffazione elettronica TOICA.
| 1 | ■ Linea principale Tōkaidō | per Toyohashi, Nagoya e Gifu    |
| 2 | ■ Linea principale Tōkaidō | per Hamamatsu, Shizuoka e Atami |
| 3 | Binario di servizio        |                                 |

## Stazioni adiacenti
| «                                     | Servizio                              | »                                     |
| Linea principale Tōkaidō (JR Central) | Linea principale Tōkaidō (JR Central) | Linea principale Tōkaidō (JR Central) |
| ------------------------------------- | ------------------------------------- | ------------------------------------- |
| Takatsuka                             | Tutti i treni                         | Bentenjima                            |